# Leanne Wood
Leanne Wood (Llwynypia, 13 de diciembre de 1971) es una política británica y líder del partido político Plaid Cymru, socialista y partidario de la independencia de Gales. Desde 2003 ha sido un miembro de la Asamblea Nacional de Gales y ha liderado Plaid Cymru desde el 15 de marzo de 2012.